# ایساوا، ایواته
ایساوا، ایواته (به لاتین: Isawa) یک منطقهٔ مسکونی در ژاپن است که در ناحیه توهوکو واقع شده‌است. ایساوا ۱۷٬۲۹۷ نفر جمعیت دارد.